# Thomas Sankara
Thomas Sankara, teljes nevén Thomas Isidore Noël Sankara (Yako, 1949. december 21. – Ouagadougou, 1987. október 15.) Burkina Fasó-i katonatiszt, marxista forradalmár, majd Burkina Faso első elnöke. 1984-ben ő nevezte át a volt gyarmatot Felső-Voltáról Burkina Fasóra (dioula nyelven becsületes emberek országa). 1983–1987 között vezette a pánafrikai, szocialista beállítottságú államot. Afrika történelmében kiemelkedő forradalmi alak, a mai napig erős kultusza van Burkina Fasóban. Sankara a kubai forradalom csodálójaként kubai stílusú bizottságokat hozott létre. Sokan „Afrika Che Guevarájának” nevezik.
Pánafrikai, szocialista politikát követett. Leginkább Kubával és Líbiával tartott fent jó viszonyt. Tervei között szerepelt az elsivatagosodás megelőzése, a poligámia és a kényszerházasság betiltása, az egészségügy fejlesztése, mivel az országban a különböző betegségek és vírusok miatt több tízezren betegedtek és haltak meg. Sankara tervei miatt rengeteg szegény országban és a szegényebb rétegek ikonjává és az afrikai összetartozás egyik jelképévé vált. 1987. október 15-én a régi barátja, Blaise Compaoré puccsot hajtott végre ellene, és meggyilkolta. Ismert ragadványneve az "Upright man" (becsületes ember).

## Fiatalkora
Thomas Sankara 1949. december 21-én született Jakóban tízgyermekes család harmadik gyerekeként. A család viszonylag „kiváltságos” helyzetben élt. Sankara Burkina Faso második legnagyobb városában (Bobo-Dioulasso) járt iskolába. Kitűnő volt matematikából, nyelvtanból, történelemből és földrajzból. Római katolikus szülei papnak szánták, de inkább belépett a hadseregbe. 1970-ben a húszéves Sankara Madagaszkáron katonai akadémiát végzett, ahonnan tisztként került ki. Már abban az időben eldöntötte, hogy Burkina Faso fejlődését fogja segíteni. Adam Touré meghívta a politika akadémiájára. Sankara ekkor kezdett el olvasni a kommunizmusról, a szocializmusról, az orosz forradalomról, nagy hatással voltak rá az afrikai felszabadító mozgalmak és azok képviselői (Mandela, Nkrumah).

## Katonai karrier
Az 1966-os középiskolai alapfokú katonai kiképzést követően Sankara 19 évesen kezdte katonai pályafutását, majd egy évvel később Madagaszkárra küldték tisztképzésre Antsirabe-ba
, ahol 1971-ben és 1972-ben tanúja volt a Philibert Tsiranana kormánya elleni népfelkeléseknek.  Majd itt olvasta először Karl Marx és Vlagyimir Lenin műveit , amelyek élete végéig mélyen befolyásolják politikai nézeteit.
1974-ben részt vett Felső-Volta és Mali határháborújában, katonai teljesítménye és elszántsága miatt nagyon népszerű lett országában. Szabadidejében katonabarátjával, Blaise Compaoréval zenélt, volt is egy együttesük, ami csak két évig működött, és három zeneszámot adtak ki. 
1976-ban a kommandósok kiképző központjának parancsnokává nevezték ki. 1985-ben újabb háború tört ki Mali és Burkina Faso között, amely döntetlenül végződött (Agacher-i határháború) mivel november 24-én a határnál gyilkosság történt és a mali rendőrség mindenféle üzenet nélkül bevonult Soum tartományba, ahol letartóztatták a Forradalmi Bizottság több tagját. Később a mali és a burkinai hatóságok egymásnak fenyegető üzeneteket küldtek. Sankara a helyzet fokozódásától tartva megbízta Compaoré társát, hogy készítse fel az országot egy esetleges háborúra. 

## Politikusként
1981-ben miniszteri pozíciót kapott Saye Zerbo kormányában. Sankara eltért a többi tisztviselő társától, amíg a többiek cenzúrázták a sajtót, addig ő támogatást és biztatást adott az íróknak, hogy amit lehet, azt írjanak meg. Emiatt hatalmas politikai botrányok kezdődtek a kiszivárgott információk miatt. 1982-ben Saye Zerbo lemondott a botrányok miatt és Jean-Baptiste Ouédraogo foglalta el az elnöki tisztséget. 
Az új kormányban Sankara miniszterelnök lett de május 17-én felmentették a tisztségéből. Letartóztatások vették kezdetét. Henri Zongót és Jean-Baptiste Boukary mellett Sankarát is letartóztatták, ami nagy felháborodást váltott ki a fiatalabb tisztekből, így barátja, Blaise Compaoré puccsot szervezett barátja kiszabadításáért.

1983-ban Compaoré puccsot hajtott végre az akkori hatalom ellen. A puccsot és Sankara szabadulását Kadhafi támogatta. A szabadult 33 éves Sankara lett a Felső-Voltai Köztársaság elnöke. 1984-ben nevezte át államát Burkina Fasóra. Elnökként megalakította a saját pártját, az Afrikai Függetlenségi Pártot (PAI). Később támogatta a Demokratikus és Népi Forradalom (Révolution démocratique et populaire RDP) nevű pártot. Burkina Faso 1983 és 1987 között szocialista vezetésű volt. Sankara nyíltan imperilaista és kolonizáció-ellenes volt. Egy leghíresebb kijelentése Sankarának À Bas L'imperialisme! (Le az imperializmussal!) Nagyon sok politikai programja volt, az egyik legismertebb az, hogy rengeteg gyümölcsfát akart telepíteni a Száhel-övezetbe, ezzel megakadályozva a szárazságot és az éhínséget országában is. 1983 és 1986 között több mint 75%-kal nőtt a gabonatermelés és az élelmiszerellátás. 1984-ben Burkina Fasónak új zászlója mellett Sankara alkotta a himnuszát és a címerét is.

Burkina Faso címere 1984–1987-ig

Tervei között volt az életszínvonal és a terméshozam növelése, a mezőgazdaság fejlesztése. 1984-ben oltásprogramokat rendelt el, jelentős befektetéseket tett az egészségügy fejlesztésébe, hogy a kanyarót és a járványos gyermekbénulást megfékezzék,1985-ben 7000 településből legalább 5300 megkapta a megfelelő egészségügyi és orvosi felszerelést és ellátást. Más országoknak is segített az AIDS-elleni harcban. Megkezdődtek a nyomornegyedek és szegény vidékek felszámolása, amit lakhatási és közmunkai programokkal kívánt biztosítani.
1985 végén az út- és vasútépítési program befejeződött, ekkor épült ki az országban a teljes vasútvonal hálózat, amely durván 700 km hosszú volt. Sankara több mint 80 iskolát hozott létre az analfabetizmus leküzdésére, 1983-1987 között a foglalkoztatottság és az iskolázottság 6%-ról több mint 30%-ra nőtt. Kevés vagy támogatás nélkül képes volt Burkina Faso gazdaságilag fellendülni, ez bizonyította be, hogy afrikai országok is képesek az önálló fejlődésre jó kormányzással. Sokat foglalkozott még a női jogokkal, betiltotta a kényszerházasságot, a poligámiát, a nők szavazójogot is kaptak.

### Forradalom Védelmi Bizottságok
Sankara 1984-ben felállította a Forradalom Védelmi Bizottságot (Défense de la Révolution Comités) mely politikai militáris szervezetként jött létre. Az ötletet a kubai forradalom ihlette. Egy idő után a CDR-es alakulatok túl messzire merészkedtek, utcai verekedéseket, megszégyenítéseket rendeztek a nem kívánatos személyek ellen. Sankara maga is belátta, hogy kudarcba fulladt ez a rendfenntartós terv CDR kudarcot vallott, helyébe pedig a Népi Forradalmi Törvényszéket hozták létre.

### Népi Forradalmi Törvényszék.
Nem sokkal a CDR bukása után Sankara létrehozta a bírósági rendszert. Eredetileg azért jött létre ez a testület, hogy az előző kormányok tisztviselői (akik nem kevés politikai bűnökért voltak felelősek például korrupció, adócsalás, tömeg elhallgattatása stb.) bíróság elé állíthassák. A volt kormánytisztviselők büntetése enyhe volt, valamelyiket egy idő után szabadlábra helyezték, de csak szigorú feltételekkel. Az ilyen bíróságokat a burkinaiak nagyon kedvelték. 

### Egyéb tevékenységei
- Csökkentette a módos, gazdag tisztviselők (köztük a sajátjainak) a befolyását és a vagyonát, nehogy meggazdagodjanak mások kárára. Továbbá elvette tőlük a magánrepülőjüket.
- Ellenezte a hitelek felvételét, mondván "Aki etet, az diktál!"
- Elnökként vagyonát egy autóra, négy kerékpárra, három gitárra, két hűtőszekrényre és egy fagyasztóra korlátozta.
- Nem engedte, hogy személyi kultusz alakuljon ki körülötte (például nem engedte hogy portréját kirakják az intézményekbe). Holott a többi kommunista afrikai országban ez kötelező volt. Mikor megkérdezték, miért hozott ilyen lépést, Sankara csak annyit mondott: "Hét millió Thomas Sankara van az országomban".
- Létrehozott gyermek- és ifjúsági úttörőszervezeteket.

## Halála és emléke
1987-ben a fővárosban, Ouagadougou-ban beszédet akart volna mondani, de régi barátja, Blaise Compaoré puccsot hajtott végre, és megölte őt. A puccsban Sankara mind a 12 társa és barátja meghalt. Ezután Compaoré lett az államfő, 25 évig tartott a diktatúrája. Uralma alatt megszüntetett minden sikeres politikai, gazdasági és jogi Sankara-reformot. Ami miatt rengeteg tüntetés, felkelés, belharc, politikai bosszúhadjáratok kezdődtek az országban, ami tovább gyengítette Burkina Faso egységét egészen 2014-ig, amikor is Blaise Compaoré lemondását üdvrivalgással fogta a burkinai nép. 20 évvel a meggyilkolása után 2007. október 15-én megemlékeztek róla Burkina Faso-ban, Nigerben, Nigériában, Tanzániában, Maliban, Szenegálban, Burundiban, Franciaországban, az Egyesült Államokban és Kanadában.
Sankara karizmatikus és emberarcú személye miatt a szegény afrikai, néger rétegek ikonjává, hősévé vált. Halála előtt Kuba kitüntette a José Mártí-renddel, ami az ország legnagyobb érdemérme.

## Művei
Mint minden vezető, ő is írt az eszméjéről és a céljairól, meg az életrajzáról könyveket. A legtöbb könyvét csak a mostani 2000-res években kezdték el kiadni, Magyarországon eddig még nem nagyon jelent meg bármilyen féle és fajta Sankara-könyv. A legtöbb könyve csak angolra és franciára van fordítva, de jelent meg egy-egy regénye olaszul és spanyolul is. 
- (1984) (Thomas Sankara beszédek – A burkina fasoi forradalom) Thomas Sankara speaks – The Burkina Faso Revolution
- (1983) Women's Liberation and the African Freedom Struggle
- (2006) I discorsi e le idee
- (2017) La liberté contre le destin
- (Befejezetlen) Discours sur la Dette: Discours d'Addis-Abeba, de Thomas Sankara présenté par Jean Ziegler
- (2018) Le parole di un vero rivoluzionario